# SDSS J143945.86+304220.6
SDSS J143945.86+304220.6 ist ein Objekt der Spektralklasse T2.5 im Sternbild Bärenhüter. Es wurde im Jahr 2006 von Chiu et al. durch die Analyse der Daten des Sloan Digital Sky Survey als Brauner Zwerg identifiziert. Eine jüngere Untersuchung deutet darauf hin, dass es sich um ein Doppelsystem handeln könnte.